# جائزة كونفوشيوس للسلام
جائزة كونفوشيوس للسلام تُعتبر النسخة الصينية لجائزة نوبل للسلام تأسست الجائزة في عام 2010 من قبل مؤسسة إنديجينيوس الصينية وصفت الجائزة من قبل لاو جاي كين «بأنها جائزة تُعبر عن إشاعة السلام في العالم من منظور شرقي خاص وبالتحديد من منظور الكونفوشية للسلام.»
الفائز بالجائزة يحصل على مبلغ نقدي قدره 100.000 (مئة ألف) يوان أي ما يعادل الـ 15.000 (خمسة عشر ألف) دولار أمريكي
بالإضافة إلى حضور وزير الثقافة الصيني بنفسه لتسليم وإعلان الفائز بالجائزة.
وفي سبتمبر 2011 أعلنت اللجنة المُنظمة للجائزة (المركز الصيني الدولي لمباحثات السلام) ومن مدينة هونغ كونغ بحصول فلاديمير بوتين على الجائزة اعتباراً من نوفمبر 2011
وبحصول كوفي عنان ويوان لونغ بينغ عليها في عام 2012
وبحصول فيديل كاسترو عليها في 2014
وبحصول روبرت موغابي عليها 2015
وبحصول كُل من شين ليانغ لينغ ويانغ شوبينغ ولاي لي عام 2016.
كما نوهت الحكومة الصينية على عدم وجود أي تشارك أو اتصالات بين جائزة كونفوشيوس للسلام وبين نظيرتها جائزة نوبل للسلام.